# Siffleur à dos vert
Pachycephala albiventris
Espèce
Statut de conservation UICN

 LC  : Préoccupation mineure
Le Siffleur à dos vert (Pachycephala albiventris) est une espèce de passereaux de la famille des Pachycephalidae.

## Répartition
Cet oiseau est endémique du nord des Philippines.